# Knock Out Records
Knock Out Records ist ein deutsches Independent-Label, das insbesondere Oi!- und Streetpunk vermarktet. Es hat seinen Sitz in Dinslaken und ist seit 1988 aktiv.

## Labelgeschichte
Dirk Hamann, Spitzname „Mosh“, gründete das Label 1988 zunächst als reines Hobby neben seiner Beton- und Stahlbetonbauer-Lehre. Ab Mitte der 1990er-Jahre machte er sich selbstständig und kann vom Label und dem Vertrieb leben. Das Label spezialisierte sich vor allem auf Streetpunk- und Oi!-Bands aus Deutschland, wie beispielsweise Oxymoron, 4 Promille, Sondaschule und Emscherkurve 77, setzt aber auch auf internationale Größen wie Klasse Kriminale und Charge 69. Nebenbei lizenziert Knock Out auch Vinyl-Schallplatten von anderen Labels, so erschienen beispielsweise Neuauflagen von The Adicts, Cock Sparrer und Cockney Rejects aus England, den Discocks und den Bollocks aus Japan oder Discipline aus den Niederlanden. 
Das Label gibt die Samplerreihe Knock out in the … Round heraus, auf der jeweils die aktuellen Bands präsentiert werden.
Hamann distanziert sich von Rechtsextremismus und Rechtsrock, so stellte er in den 2000er-Jahren den Kontakt zum Dim-Records-Label ein, das mit Bands wie Ultima Thule und Kampfzone seinen Vertrieb auf das rechte Lager ausdehnte und dabei auch einige Bands von Knock Out verkaufte.
Mit einem Psychobilly-Label namens Hellraizer und dem Ska-Label Blackout gründete Dirk Hamann bisher zwei Unterlabels.

## Labelprogramm (Auswahl)
- 4 Promille
- Blood for Blood
- Bonecrusher
- Braindance
- Broilers
- Charge 69
- Deadline
- Demented Are Go
- Discipline
- Emscherkurve 77
- Evil Conduct
- Jesus Skins
- Klasse Kriminale
- Loikaemie
- Molotow Soda
- Oi-melz
- Oxymoron
- The Porters
- Red Alert
- Red London
- Sondaschule
- Soulds on Fire
- Stage Bottles
- V8 Wankers
- Vanilla Muffins
- Wretched Ones